# 巴拿語支
巴拿語支是由大約30種南亞語系語言組成的一個語支，在越南、柬埔寨和老撾約有70萬人使用。下有遮羅語、巴拿語、戈語、端語、哈朗語、赫耶語、葉語、歌須語、歌庸語、格賀語、麻語、莫儂語、盧敖語、色當語、斯丁語、謝古語、堅語、祖查語等語言。

## 分支

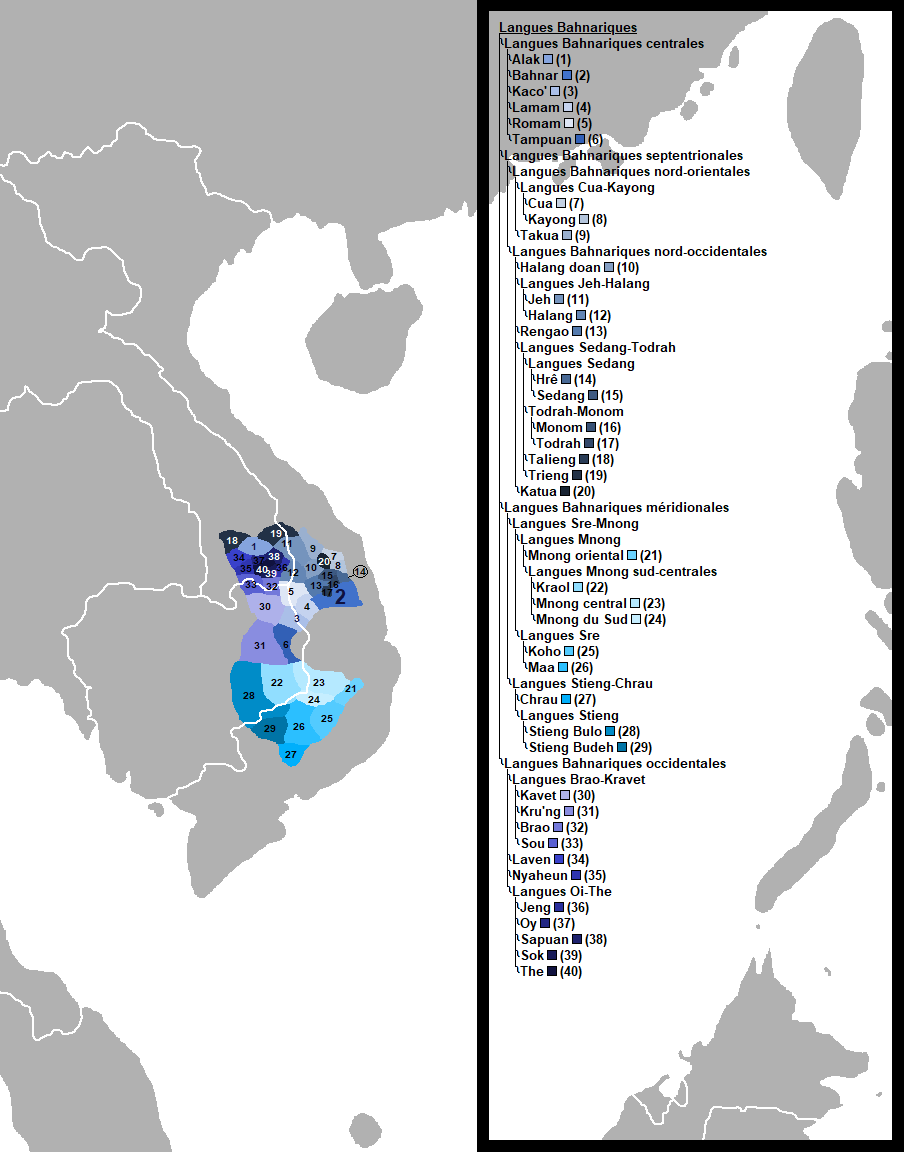
巴拿语支诸语

北巴拿語支
- 端語
- 哈朗語
- 赫耶語
- 葉語
- 歌須語
- 歌庸語
- 莫儂語
- 盧敖語
- 色當語
- 謝古語
- 祖查語

中巴拿語支
- 巴拿語
- 堅語

南巴拿語支
- 遮羅語
- 格賀語
- 斯丁語

西巴拿語支
- 戈語